# Emil Oprawil
Emil Oprawil (* 1843; † 4. März 1875 in Graz) war ein österreichischer Kunstverleger und Fotograf.
Emil Oprawil war ein Buchhalter und Kaufmann, der Anfang der 1870er Jahre in Wien I., Habsburgerstraße 1 ein Verlagsgeschäft führte, wo er u. a. Ansichten von Wien vertrieb. Daneben war er auch als Fotograf in seinem Atelier Oprawil & Co. in Wien III., Landstraße Hauptstraße 95 tätig.
Von 1871 bis zu seinem Tod war er (als Emil „Opravil“) Mitglied der Photographischen Gesellschaft.